# Milt Hinton
Milt Hinton, celým jménem Milton John Hinton, (23. června 1910 – 19. prosince 2000) byl americký jazzový kontrabasista. Byl jediným potomkem svých rodičů. Otec od rodiny odešel v době, kdy byly synovy tři měsíce. Vyrůstal na západě Mississippi v domě s matkou, jejími dvěma sestrami a jejich matkou. V roce 1919 se rodina odstěhovala do Chicaga. Ke svým třináctým narozeninám získal v roce 1923 svůj první nástroj – housle. Na housle následně hrál ve školním orchestru. Později zkoušel hrát i na další nástroje, včetně tuby, až se nakonec usadil u kontrabasu. Svou první stálou práci získal v roce 1930 v kapele Tinyho Parhama, v níž hrál zprvu na tubu, později na kontrabas. Později hrál i s dalšími hudebníky.
V roce 1936 přišel na záskok za Ala Morgana v kapele Caba Callowaye. Nakonec se ve skupině usadil a s Callowayem zůstal více než patnáct let. Ve třicátých letech byla jeho manželkou Oby Allen, s níž se znal ze střední školy. Později byla jeho manželkou Mona Clayton. I ona následně začala cestovat s Callowayovou kapelou, a to jako jediná manželka či přítelkyně nějakého člena kapely. Starala se primárně o finanční záležitosti hudebníků. Po roce 1952, kdy Hinton opustil Callowayovu kapelu, pracoval jako studiový hudebník v New Yorku. Během své kariéry hrál na nahrávkách mnoha hudebníků, mezi něž patří například Bob Brookmeyer, Kai Winding a Quincy Jones. Rovněž vydal několik vlastních alb. Také se věnoval fotografování, vydal dvě knihy fotografií jazzových hudebníků.